# Ahfir
Ahfir (arabiska: احفير) är en stad i Marocko. Den ligger i provinsen Berkane och regionen Oriental, 400 km öster om huvudstaden Rabat. Antalet invånare var 19 630 vid folkräkningen 2014.